# Strażnica KOP „Antonowo”
Strażnica KOP „Antonowo” – zasadnicza jednostka organizacyjna Korpusu Ochrony Pogranicza pełniąca służbę ochronną na granicy polsko-litewskiej.

## Formowanie i zmiany organizacyjne

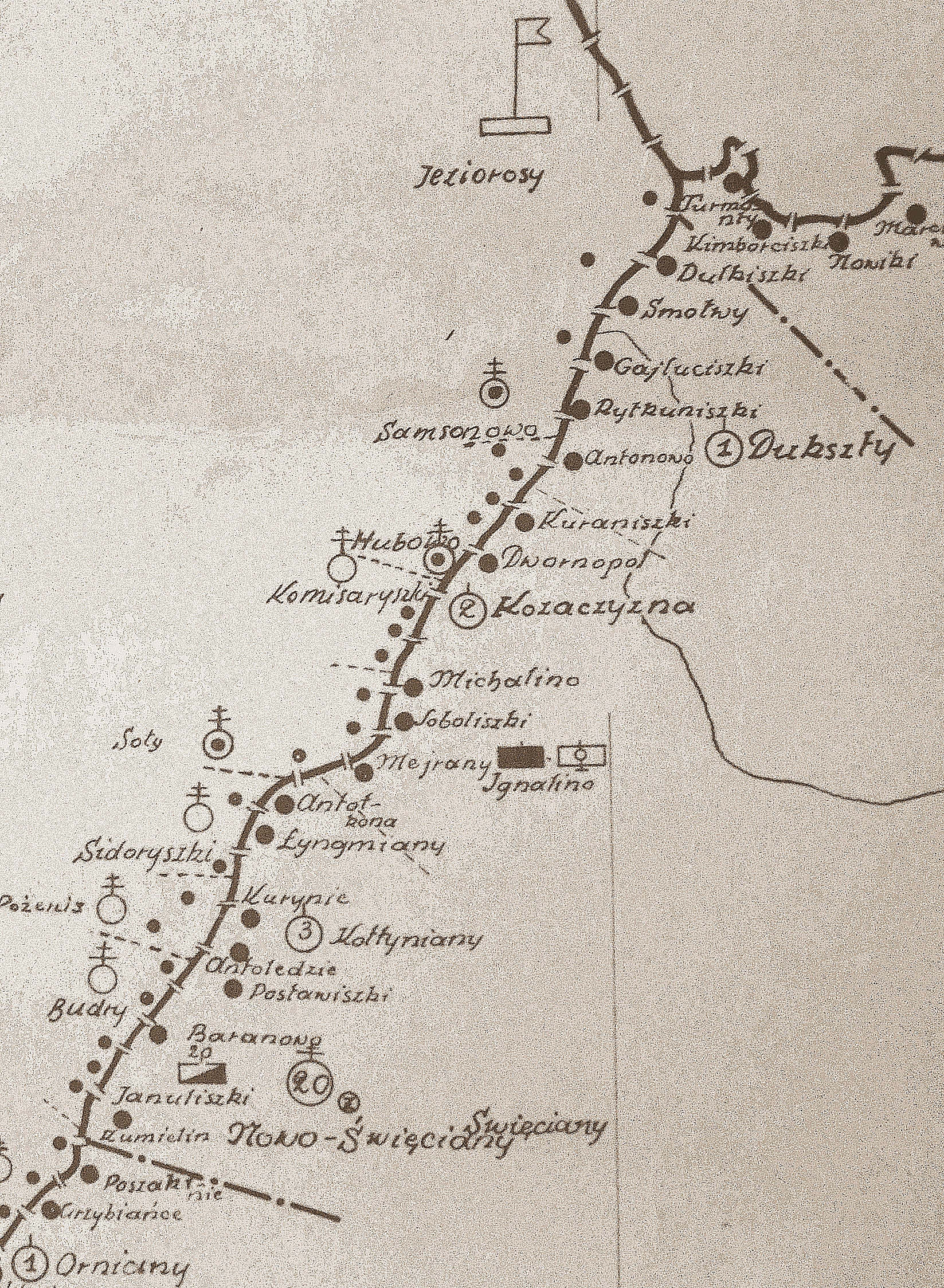
Rozmieszczenie batalionu KOP
„Nowe Świeciany” w 1931

W 1926, w składzie 6 Brygady Ochrony Pogranicza, został sformowany 20 batalion graniczny. W 1928 w skład batalionu wchodziło 12 strażnic. Strażnica KOP „Antonowo” w latach 1931–1939 znajdowała się w strukturze 1 kompanii KOP „Dukszty” . Strażnica liczyła około 18 żołnierzy i rozmieszczona była przy linii granicznej z zadaniem bezpośredniej ochrony granicy państwowej.
W 1932 obsada strażnicy zakwaterowana była w budynku prywatnym. Strażnicę z macierzystą kompanią łączył trakt długości 2 km.

## Służba graniczna
Podstawową jednostką taktyczną Korpusu Ochrony Pogranicza przeznaczoną do pełnienia służby ochronnej był batalion graniczny. Odcinek batalionu dzielił się na pododcinki kompanii, a te z kolei na pododcinki strażnic, które były „zasadniczymi jednostkami pełniącymi służbę ochronną”, w sile półplutonu. Służba ochronna pełniona była systemem zmiennym, polegającym na stałym patrolowaniu strefy nadgranicznej, wystawianiu posterunków alarmowych, obserwacyjnych i kontrolnych stałych, patrolowaniu i organizowaniu zasadzek w miejscach rozpoznanych jako niebezpieczne, kontrolowaniu dokumentów i zatrzymywaniu osób podejrzanych, a także utrzymywaniu ścisłej łączności między oddziałami i władzami administracyjnymi. Strażnice KOP stanowiły pierwszy rzut ugrupowania kordonowego Korpusu Ochrony Pogranicza.
Strażnica KOP „Antonowo” w 1932 ochraniała pododcinek granicy państwowej szerokości 6 kilometrów 885 metrów, a w 1938 pododcinek szerokości 6 kilometrów 225 metrów od słupa granicznego nr 970 do 981.
Sąsiednie strażnice:
- strażnica KOP „Kuraniszki” ⇔ strażnica KOP „Rytkuniszki” – 1931[2] , 1932[3]
- strażnica KOP „Kuraniszki” ⇔ strażnica KOP „Samanta” – 1934[4], 1938[5]

## Dowódcy strażnicy
- plut. Jan Teperski (?) – (VI 1936)[9]
- Franciszek Kaczmarek (VIII 1936) – (?)[9]
- sierż. Jan Zwierzchowski (od 24 IX 1937)[10]